# Wapen van Sint Maarten (land)
Het wapen van Sint Maarten is het wapen van het land Sint Maarten.
Het zilveren gebouw op het blauwe schild met de oranje schildzoom (symbool voor de band met het huis Oranje-Nassau) stelt het gerechtsgebouw van Philipsburg voor, met rechts bovenaan het monument voor de Frans-Nederlandse vriendschap en links bovenaan een boeket met een gouden wisselbloem, de nationale bloem. Onderaan staat in groene letters de wapenspreuk van het eiland op een gouden band geschreven: Semper Progrediens ("Altijd op weg"). Boven het schild vliegt een bruine pelikaan voorbij een zonsondergang. De kleuren (helder vermillioenrood en kobaltblauw) zijn gelijk van de Vlag van Sint Maarten, die op hun beurt weer gelijk zijn aan de vlag van Nederland.
Antigua en Barbuda · Aruba · Bahama's · Barbados · Belize · Canada · Costa Rica · Cuba · Curaçao · Dominica · Dominicaanse Republiek · El Salvador · Grenada · Guatemala · Haïti · Honduras · Jamaica · Mexico · Nicaragua · Panama · Saint Kitts en Nevis · Saint Lucia · Saint Vincent en de Grenadines · Sint Maarten · Trinidad en Tobago · Verenigde Staten
Afhankelijke gebieden

Amerikaanse Maagdeneilanden · Anguilla · Bermuda · Britse Maagdeneilanden · Groenland · Guadeloupe · Kaaimaneilanden · Martinique · Montserrat · Navassa · Puerto Rico · Saint-Pierre en Miquelon · Turks- en Caicoseilanden